# Un lac de Larmes et de Sang...
Un lac de Larmes et de Sang... è il terzo album dei Furia, pubblicato nel 2003.

## Tracce
1. Ferme Les Yeux
2. Un Lac De Larmes Et De Sang
3. Elmira, L'image D'un Destin
4. Les Révélations D'un Temps Passé
5. Auto-Psy D'un Damné
6. Mécanique De L'infamie
7. Le Jugement D'une Conscience
8. Les Deux Mondes…
9. Mental En Perdition
10. Mémoires D'outre-Tombe
11. Saïlen…
12. … L'oratoire De La Folie
13. La Mort De L'âme

## Formazione
- Damien - voce
- Sebastien - chitarra elettrica
- Mickael - chitarra ritmica
- Guillaume - basso elettrico
- Mehdi - tastiera
- Mederic - batteria